# Bedarona
Bedarona es una entidad de población española del municipio de Ea, perteneciente a la provincia de Vizcaya, en la comunidad autónoma del País Vasco.

## Toponimia
El lugar puede aparecer referido como «Bedarona», «Bedaroa» y «Bedarua».

## Historia
Hacia mediados del siglo XIX, el lugar, una anteiglesia por entonces con ayuntamiento propio, tenía contabilizada una población de 250 habitantes. Aparece descrito en el cuarto volumen del Diccionario geográfico-estadístico-histórico de España y sus posesiones de Ultramar de Pascual Madoz con las siguientes palabras:

BEDARONA, en vascuence BEDARUA: anteig. con ayunt. en la prov. de Vizcaya (10 leg. á Bilbao), part. jud. de Marquina (2 1/2), aud. terr. de Burgos, c. g. de las Provincias Vascongadas (á Vitoria 13 1/2), dióc. de Calahorra: sit. cerca del Océano cantábrico, en terreno áspero y desigual con libre ventilacion y clima muy sano. Tiene 54 casas diseminadas entre si, algunas de ellas casas solares é infanzonas, siendo las mas notables y los cas. en que se hallan los llamados Burnica, Iragorría, Coscorroza, Mendiola, Altamira, Avendaño, Jáuregui, Vergara, Zaracondegui, Elorriaga, Echevarri y Algarreta-Torre, esta última casa-solar muy ant., con troneras y comunicacianes subterráneas. Tambien hay casa municipal, donde se hallan 2 cepos que sirven de prision y una taberna; 2 parr: la una dedicada á San Pedro Apóstol, es aneja de la de Lequeitio, y la otra bajo la advocacion de Jesus, lo es de Ereño, servidas por 2 curas, y una ermita titulada San Bartolomé, sit. en el térm., á la cual se va en romeria el 24 de agosto. Para surtido de los vec. hay varias fuentes de buenas aguas, especialmente las llamadas de Gostiaga y Vergara, y para el recreo de los mismos, distintos paseos muy deliciosos principalmente en el estio. Confina el térm. N. Occeano cantábrico; E., S. y O. las anteig. de Ispazter y Nachitua. Dentro de la jurisd. municipal se comprende parte de los moradores de la Puebla de Ea, correspondiendo los demas al ayunt. de Nachitua (cuya irregularidad es bastante frecuente en esta prov.). El terreno es quebrado, ligero y estéril. Los caminos dirigen á Lequeitio, Bermeo, Elanchove y otros puntos, y se hallan en malisimo estado. El correo se recibe de Lequeitio; prod.: trigo, maiz, castañas, legumbres y pastos; se cria ganado vacuno, lanar, cabrio y asnal; caza de liebres, perdices y nutrias, no faltando animales dañinos, como zorros, lobos y aun javalies, y pesca de cóngrios, mucha lubina, pulpos, lampas y otros mariscos; ind.: ademas de la agricola, 2 molinos harineros y una tejeria, de cuyos prod. se surten Motrico, Lequeitio, Bermeo y pueblos comarcanos, esportándose tambien para San Sebastian (Guipúzcoa); pobl.: 49 vec., 250 alm.; riqueza y contr. (V. Vizcaya Intendencia). El presupuesto municipal sube á 2,500 rs., y se cubre con el prod. de arbitrios sobre el aguardiente y vino. Segun el sistema foral tiene este pueblo el voto y asiento décimo octavo en las juntas de Guernica.
(Madoz, 1846, p. 106)

## Demografía
| Gráfica de evolución demográfica de Bedarona entre 1842 y 1877 |
| |
| Población de derecho según los censos de población del INE Población de hecho según los censos de población del INEEntre el censo de 1887 y el anterior, este municipio desaparece porque se integra en el municipio 48028 (Ea) |

En la actualidad, pertenece al municipio de Ea. En 2022, la entidad singular de población tenía empadronados 117 habitantes y el núcleo de población, 34.